# Геди
Ге́ди (итал. Ghedi, ломб. Ghét) — коммуна в Италии, в провинции Брешиа области Ломбардия. По данным на конец 2015 года, в коммуне проживает 18 905 человек.
Покровителем города считается Святой Рох (итал. San Rocco). Праздник города 16 августа.

## География
Находится примерно в 13 км к югу от города Брешиа.
Есть железнодорожная станция. Неподалёку от Геди находится военная авиабаза (самолёты Panavia Tornado и другие).